# Giada De Laurentiis
Giada De Laurentiis, nata Giada Pamela De Benedetti (Roma, 22 agosto 1970), è una conduttrice televisiva, cuoca e scrittrice italiana naturalizzata statunitense.

## Biografia
Si è formata professionalmente a Le Cordon Bleu di Parigi e presso la UCLA in California. Ha conseguito una Bachelor's degree in Antropologia sociale a Los Angeles. Dopo gli studi, è diventata una delle figure più celebri nel panorama culinario americano.
Ha realizzato oltre 200 puntate (dal 2008) della trasmissione Giada at Home, trasmessa negli Stati Uniti da Food Network. Fa parte con regolarità anche del cast di Today, programma mattutino della NBC. È fondatrice della società d'affari di catering chiamata con le sue iniziali, GDL Foods.
Nell'ambito degli Emmy Awards 2008 ha vinto il Daytime Emmy Award nella categoria "Outstanding Lifestyle Host". Sempre nel 2012 è stata inserita nella Culinary Hall of Fame.

## Programmi televisivi
- In cucina con Giada
- Giada at Home
- Today (partecipazione regolare)
- Weekend con Giada
- Giada: viaggi da sogno
- Giada in Italy

### Doppiatrici italiane
- Debora Magnaghi in In cucina con Giada

## Vita privata
Nel 2003 ha sposato il fashion designer Todd Thompson. Nel 2009 la coppia ha avuto una figlia. Nel 2015 la coppia ha divorziato.